# Prîputni, Izeaslav
Prîputni (în ucraineană Припутні) este un sat în comuna Bileve din raionul Izeaslav, regiunea Hmelnîțkîi, Ucraina.

## Demografie
Componența lingvistică a localității Prîputni
     Ucraineană (99,64%)
     Alte limbi (0,36%)
Conform recensământului din 2001, majoritatea populației localității Prîputni era vorbitoare de ucraineană (99,64%), existând în minoritate și vorbitori de alte limbi.